# Torneo de Buenos Aires 2018
El Argentina Open 2018 fue un torneo de tenis que pertenece a la ATP en la categoría de ATP World Tour 250. Se disputó del 12 al 18 de febrero de 2018 sobre polvo de ladrillo en el Buenos Aires Lawn Tennis Club, en Buenos Aires (Argentina). Este, además, contó con una serie de exhibiciones de grandes extenistas Argentinos como Gastón Gaudio, Juan Ignacio Chela, Pablo Zabaleta y Juan Mónaco

## Distribución de puntos
| Modalidad            | Campeón | Finalista | Semifinales | Cuartos de final | 2ª ronda | 1ª ronda | Clasificados | 2ª ronda de clasificación | 1ª ronda de clasificación |
| Individual masculino | 250     | 165       | 100         | 50               | 25       | 0        | 13           | 7                         | 0                         |
| Dobles masculino     | 250     | 150       | 90          | 45               | 20       | 0        | -            | -                         | -                         |

## Sumario

### Día 1 (12 de febrero)
- Cabezas de serie eliminados:
  - Individual masculino:  Kyle Edmund [6] (baja)
- Orden de juego

| Partidos en las canchas principales                      | Partidos en las canchas principales          | Partidos en las canchas principales          | Partidos en las canchas principales          |
| Partidos en el Court Central Guillermo Vilas             | Partidos en el Court Central Guillermo Vilas | Partidos en el Court Central Guillermo Vilas | Partidos en el Court Central Guillermo Vilas |
| Evento                                                   | Ganador                                      | Perdedor                                     | Resultado                                    |
| -------------------------------------------------------- | -------------------------------------------- | -------------------------------------------- | -------------------------------------------- |
| Individual masculino - Primera ronda                     | Federico Delbonis                            | Florian Mayer                                | 7-6(7-4), 6-4                                |
| Dobles masculino - Primera ronda                         | Diego Schwartzman Dominic Thiem              | Roman Jebavý Jiří Veselý                     | 3-6, 6-2, [10-3]                             |
| Leyendas                                                 | Juan Ignacio Chela Gastón Gaudio             | Juan Mónaco Mariano Zabaleta                 | 6-3                                          |
| Individual masculino - Primera ronda                     | Guillermo García López                       | Carlos Berlocq [WC]                          | 6-3, 6-3                                     |
| Individual masculino - Primera ronda                     | Guido Pella                                  | Nicolás Kicker [WC]                          | 2-6, 6-4, 6-4                                |
| Partidos en el Estadio 2                                 |                                              |                                              |                                              |
| Evento                                                   | Ganador                                      | Perdedor                                     | Resultado                                    |
| Individual masculino - Primera ronda                     | Dušan Lajović                                | Facundo Bagnis [Q]                           | 7-6(7-4), 6-1                                |
| Dobles masculino - Primera ronda                         | Andrés Molteni Horacio Zeballos              | Dorian Descloix [WC] Gaël Monfils [WC]       | 6-4, 7-5                                     |
| Individual masculino - Primera ronda                     | Thomaz Bellucci [Q]                          | Pedro Cachín [WC]                            | 6-2, 6-1                                     |
| Partidos en el Estadio 3                                 |                                              |                                              |                                              |
| Evento                                                   | Ganador                                      | Perdedor                                     | Resultado                                    |
| Sin partidos                                             |                                              |                                              |                                              |
| Fondo de color indica los partidos de la sesión nocturna |                                              |                                              |                                              |

### Día 2 (13 de febrero)
- Cabezas de serie eliminados:
  - Individual masculino:  Pablo Cuevas [7]
- Orden de juego

| Partidos en las canchas principales                      | Partidos en las canchas principales          | Partidos en las canchas principales          | Partidos en las canchas principales          |
| Partidos en el Court Central Guillermo Vilas             | Partidos en el Court Central Guillermo Vilas | Partidos en el Court Central Guillermo Vilas | Partidos en el Court Central Guillermo Vilas |
| Evento                                                   | Ganador                                      | Perdedor                                     | Resultado                                    |
| -------------------------------------------------------- | -------------------------------------------- | -------------------------------------------- | -------------------------------------------- |
| Individual masculino - Primera ronda                     | Leonardo Mayer                               | Rogério Dutra da Silva [Q]                   | 6-7(4-7), 6-2, 6-4                           |
| Individual masculino - Primera ronda                     | Gaël Monfils                                 | Pablo Cuevas [7]                             | 6-1, 6-4                                     |
| Leyendas                                                 | Juan Ignacio Chela Gastón Gaudio             | Juan Mónaco Lucas Arnold                     | 6-3                                          |
| Individual masculino - Primera ronda                     | Horacio Zeballos                             | Marco Cecchinato [Q]                         | 6-1, 6-4                                     |
| Individual masculino - Primera ronda                     | Diego Schwartzman [5]                        | Andreas Haider-Maurer [PR]                   | 6-4, 6-3                                     |
| Partidos en el Estadio 2                                 |                                              |                                              |                                              |
| Evento                                                   | Ganador                                      | Perdedor                                     | Resultado                                    |
| Individual masculino - Primera ronda                     | Aljaž Bedene                                 | Jiří Veselý                                  | 6-0, 6-3                                     |
| Individual masculino - Primera ronda                     | Fernando Verdasco                            | Thiago Monteiro [SE]                         | 6-2, 7-5                                     |
| Dobles masculino - Primera ronda                         | Hans Podlipnik Andrei Vasilevski             | Carlos Berlocq Albert Ramos                  | 6-3, 6-3                                     |
| Individual masculino - Primera ronda                     | Gastão Elias [LL]                            | Roberto Carballés [SE]                       | 6-2, 6-4                                     |
| Partidos en el Estadio 3                                 |                                              |                                              |                                              |
| Evento                                                   | Ganador                                      | Perdedor                                     | Resultado                                    |
| Dobles masculino - Primera ronda                         | Juan Sebastián Cabal Robert Farah [1]        | Marcelo Demoliner Guillermo García López     | 7-6(9-7), 7-6(11-9)                          |
| Fondo de color indica los partidos de la sesión nocturna |                                              |                                              |                                              |

### Día 3 (14 de febrero)
- Cabezas de serie eliminados:
  - Individual masculino:  Albert Ramos [3],  Fernando Verdasco [8]
  - Dobles masculino:  Santiago González /  Julio Peralta [2],  Nikola Mektić /  Alexander Peya [3]
- Orden de juego

| Partidos en las canchas principales                      | Partidos en las canchas principales           | Partidos en las canchas principales          | Partidos en las canchas principales          |
| Partidos en el Court Central Guillermo Vilas             | Partidos en el Court Central Guillermo Vilas  | Partidos en el Court Central Guillermo Vilas | Partidos en el Court Central Guillermo Vilas |
| Evento                                                   | Ganador                                       | Perdedor                                     | Resultado                                    |
| -------------------------------------------------------- | --------------------------------------------- | -------------------------------------------- | -------------------------------------------- |
| Individual masculino - Segunda ronda                     | Guido Pella                                   | Fernando Verdasco [8]                        | 6-2, 6-4                                     |
| Individual masculino - Segunda ronda                     | Aljaž Bedene                                  | Albert Ramos [3]                             | 3-6, 7-5, 6-1                                |
| Individual masculino - Segunda ronda                     | Diego Schwartzman [5]                         | Thomaz Bellucci [Q]                          | 3-6, 6-3, 6-2                                |
| Individual masculino - Segunda ronda                     | Dominic Thiem [1]                             | Horacio Zeballos                             | 6-4, 6-3                                     |
| Partidos en el Estadio 2                                 |                                               |                                              |                                              |
| Evento                                                   | Ganador                                       | Perdedor                                     | Resultado                                    |
| Dobles masculino - Primera ronda                         | Andreas Haider-Maurer [PR] Dušan Lajović [PR] | Santiago González [2] Julio Peralta [2]      | 6-3, 3-6, [10-5]                             |
| Dobles masculino - Primera ronda                         | Pablo Carreño Pablo Cuevas                    | Federico Delbonis Guido Pella                | 7-6(7-5), 6-3                                |
| Dobles masculino - Primera ronda                         | Guillermo Durán [WC] Máximo Gonzalez [WC]     | Aljaž Bedene Ariel Behar                     | 7-5, 6-3                                     |
| Partidos en el Estadio 3                                 |                                               |                                              |                                              |
| Evento                                                   | Ganador                                       | Perdedor                                     | Resultado                                    |
| Dobles masculino - Primera ronda                         | David Marrero Fernando Verdasco               | Nikola Mektić [3] Alexander Peya [3]         | 3-6, 6-3, [10-8]                             |
| Fondo de color indica los partidos de la sesión nocturna |                                               |                                              |                                              |

### Día 4 (15 de febrero)
- Cabezas de serie eliminados:
  - Individual masculino:  Pablo Carreño [2],  Fabio Fognini [4]
- Orden de juego

| Partidos en las canchas principales                      | Partidos en las canchas principales          | Partidos en las canchas principales          | Partidos en las canchas principales          |
| Partidos en el Court Central Guillermo Vilas             | Partidos en el Court Central Guillermo Vilas | Partidos en el Court Central Guillermo Vilas | Partidos en el Court Central Guillermo Vilas |
| Evento                                                   | Ganador                                      | Perdedor                                     | Resultado                                    |
| -------------------------------------------------------- | -------------------------------------------- | -------------------------------------------- | -------------------------------------------- |
| Individual masculino - Segunda ronda                     | Guillermo García López                       | Pablo Carreño [2]                            | 7-6(7-5), 1-6, 7-6(8-6)                      |
| Individual masculino - Segunda ronda                     | Federico Delbonis                            | Gastão Elias [LL]                            | 7-6(7-5), 7-6(8-6)                           |
| Individual masculino - Segunda ronda                     | Gaël Monfils                                 | Dušan Lajović                                | 6-4, 6-3                                     |
| Individual masculino - Segunda ronda                     | Leonardo Mayer                               | Fabio Fognini [4]                            | 6-3, 6-3                                     |
| Partidos en el Estadio 2                                 |                                              |                                              |                                              |
| Evento                                                   | Ganador                                      | Perdedor                                     | Resultado                                    |
| Dobles masculino - Cuartos de final                      | Diego Schwartzman Dominic Thiem              | David Marrero Fernando Verdasco              | 6-1, 6-4                                     |
| Dobles masculino - Cuartos de final                      | Juan Sebastián Cabal [1] Robert Farah [1]    | Pablo Carreño Pablo Cuevas                   | Walkover                                     |
| Dobles masculino - Cuartos de final                      | Andrés Molteni [4] Horacio Zeballos [4]      | Hans Podlipnik Andrei Vasilevski             | 6-1, 7-5                                     |
| Fondo de color indica los partidos de la sesión nocturna |                                              |                                              |                                              |

### Día 5 (16 de febrero)
- Cabezas de serie eliminados:
  - Individual masculino:  Diego Schwartzman [5]
- Orden de juego

| Partidos en las canchas principales                      | Partidos en las canchas principales          | Partidos en las canchas principales           | Partidos en las canchas principales          |
| Partidos en el Court Central Guillermo Vilas             | Partidos en el Court Central Guillermo Vilas | Partidos en el Court Central Guillermo Vilas  | Partidos en el Court Central Guillermo Vilas |
| Evento                                                   | Ganador                                      | Perdedor                                      | Resultado                                    |
| -------------------------------------------------------- | -------------------------------------------- | --------------------------------------------- | -------------------------------------------- |
| Individual masculino - Cuartos de final                  | Federico Delbonis                            | Guillermo García López                        | 6-3, 7-5                                     |
| Individual masculino - Cuartos de final                  | Aljaž Bedene                                 | Diego Schwartzman [5]                         | 6-4, 6-4                                     |
| Individual masculino - Cuartos de final                  | Gaël Monfils                                 | Leonardo Mayer                                | 6-4, 3-6, 6-3                                |
| Individual masculino - Cuartos de final                  | Dominic Thiem [1]                            | Guido Pella                                   | 7-6(9-7), 6-4                                |
| Partidos en el Estadio 2                                 |                                              |                                               |                                              |
| Evento                                                   | Ganador                                      | Perdedor                                      | Resultado                                    |
| Dobles masculino - Cuartos de final                      | Guillermo Durán [WC] Máximo González [WC]    | Andreas Haider-Maurer [PR] Dušan Lajović [PR] | 6-7(6-8), 6-4, [12-10]                       |
| Fondo de color indica los partidos de la sesión nocturna |                                              |                                               |                                              |

### Día 6 (17 de febrero)
- Cabezas de serie eliminados: No hubo
- Orden de juego

| Partidos en las canchas principales                      | Partidos en las canchas principales          | Partidos en las canchas principales          | Partidos en las canchas principales          |
| Partidos en el Court Central Guillermo Vilas             | Partidos en el Court Central Guillermo Vilas | Partidos en el Court Central Guillermo Vilas | Partidos en el Court Central Guillermo Vilas |
| Evento                                                   | Ganador                                      | Perdedor                                     | Resultado                                    |
| -------------------------------------------------------- | -------------------------------------------- | -------------------------------------------- | -------------------------------------------- |
| Dobles masculino - Semifinales                           | Andrés Molteni [4] Horacio Zeballos [4]      | Guillermo Durán Máximo González              | 7-6(7-5), 7-6(7-2)                           |
| Individual masculino - Semifinales                       | Aljaž Bedene                                 | Federico Delbonis                            | 6-4, 2-6, 6-1                                |
| Individual masculino - Semifinales                       | Dominic Thiem [1]                            | Gaël Monfils                                 | 6-2, 6-1                                     |
| Dobles masculino - Semifinales                           | Juan Sebastián Cabal [1] Robert Farah [1]    | Diego Schwartzman Dominic Thiem              | 7-6(10-8), 6-2                               |
| Fondo de color indica los partidos de la sesión nocturna |                                              |                                              |                                              |

### Día 7 (18 de febrero)
- Cabezas de serie eliminados:  Juan Sebastián Cabal /  Robert Farah [1]
- Orden de juego

| Partidos en las canchas principales          | Partidos en las canchas principales          | Partidos en las canchas principales          | Partidos en las canchas principales          |
| Partidos en el Court Central Guillermo Vilas | Partidos en el Court Central Guillermo Vilas | Partidos en el Court Central Guillermo Vilas | Partidos en el Court Central Guillermo Vilas |
| Evento                                       | Ganador                                      | Perdedor                                     | Resultado                                    |
| -------------------------------------------- | -------------------------------------------- | -------------------------------------------- | -------------------------------------------- |
| Dobles masculino - Final                     | Andrés Molteni [4] Horacio Zeballos [4]      | Juan Sebastián Cabal [1] Robert Farah [1]    | 6-3, 5-7, [10-3]                             |
| Individual masculino - Final                 | Dominic Thiem [1]                            | Aljaž Bedene                                 | 6-2, 6-4                                     |

## Cabezas de serie

### Individuales masculino
| Tenista           | Ranking | Preclasificado |
| Dominic Thiem     | 6       | 1              |
| Pablo Carreño     | 10      | 2              |
| Albert Ramos      | 21      | 3              |
| Fabio Fognini     | 22      | 4              |
| Diego Schwartzman | 24      | 5              |
| Kyle Edmund       | 26      | 6              |
| Pablo Cuevas      | 32      | 7              |
| Fernando Verdasco | 40      | 8              |

- Ranking del 5 de febrero de 2018.[2]

### Dobles masculino
| Tenista                           | Ranking | Preclasificado |
| Juan Sebastián Cabal Robert Farah | 35      | 1              |
| Santiago González Julio Peralta   | 57      | 2              |
| Nikola Mektić Alexander Peya      | 80      | 3              |
| Andrés Molteni Horacio Zeballos   | 84      | 4              |

## Campeones

### Individual masculino
Dominic Thiem venció a  Aljaž Bedene por 6-2, 6-4

### Dobles masculino
Andrés Molteni /  Horacio Zeballos vencieron a  Juan Sebastián Cabal /  Robert Farah por 6-3, 5-7, [10-3]